# Џорџ Мајкл
Јоргос Киријакос Панајоту (грч. Γιώργος-Κυριάκος Παναγιώτου, енгл. Georgios Kyriacos Panayiotou; Лондон, 25. јун 1963 — Горинг на Темзи, 25. децембар 2016), познатији као Џорџ Мајкл (енгл. George Michael), био је енглески певач и композитор, освајач две награде Греми.
Најпре као члан дуета Вем! (енгл. Wham!), а затим и као соло певач, Мајкл је постигао велики глобални успех својом јединственом поп музиком обојеном соулом. Продао је преко 100 милиона носача звука широм света, укључујући 12 првопласираних синглова и 9 првопласираних албума на топ-листама у Уједињеном Краљевству, као и 10 првопласираних синглова и 2 првопласирана албума на америчким топ-листама. Свој деби албум Faith из 1987. године до данас је продао у 20 милиона примерака. Захваљујући свему томе, Џорџ Мајкл је певач чије су се песме највише пуштале на британским радио-станицама у претходне две деценије, од 1984. до 2004. године
Преминуо је 25. децембра 2016. године. Током каријере која је трајала скоро четири деценије продао је преко сто милиона албума.

## Биографија
Џорџ Мајкл је рођен као Јоргос Киријакос Панајоту (грчки: Γεωργιος Κυριακος Παναγιωτου) 25. јуна 1963. у Ист Финчлију, Лондон. Његов отац, Киријакос Панајоту (надимак „Џек“), био је рестауратор и Грк са Кипра, који је емигрирао у Енглеску 1950-их. Његова мајка, Лесли (рођена Харисон, умрла 1997), била је енглеска плесачица. У јуну 2008. Мајкл је за Лос Анђелес тајмс рекао да је његова бака по мајци била Јеврејка, али да се удала за човека који није Јевреј и одгајала своју децу без знања о њиховом јеврејском пореклу због страха током Другог светског рата. Мајкл је већину свог детињства провео у Кингсберију, у Лондону, у кући коју су његови родитељи купили убрзо након његовог рођења. Мајкл је имао две сестре: Јиоду (рођена 1958) и Мелани (1960–2019). Истакао је да је интересовање за музику добио после повреде главе у осмој години.
Док је Мајкл био у раним тинејџерским годинама, породица се преселила у Радлет (село поред Хартфордшира). Тамо је Мајкл похађао школу где се спријатељио са својим будућим партнером из групе Wham! Ендруом Риџлијем. Њих двојица су имали исту амбицију у каријери да буду музичари. Његово учешће у музичком бизнису почело је радом као диџеј, свирајући у клубовима и локалним школама у околини. Након тога је уследило формирање краткотрајног ска бенда под називом The Executive, са Риџлијевим братом Полом, Ендруом Ливером и Дејвидом Мортимером (касније познатим као Дејвид Остин). На прагу славе, одлучио је да легално промени своје име у приступачније - Џорџ Мајкл.

## Каријера

### Wham!
Мајкл је основао дуо Wham! са Ендруом Риџлијем 1981. године. Први албум бенда достигао је прво место у Великој Британији 1983. и произвео серију од 10 најбољих синглова укључујући "Young Guns", "Wham Rap!" и "Club Tropicana". Њихов други албум, "Make It Big", достигао је прво место на топ листама у САД. Синглови са тог албума укључују "Wake Me Up Before You Go-Go" (бр. 1 у Великој Британији и САД), "Freedom", "Everything She Wants", и "Careless Whisper" који су достигли број 1 у скоро 25 земаља, укључујући Уједињено Краљевство и САД, и био је Мајклов први соло рад као сингл. У децембру 1984. објављен је сингл "Last Christmas". Године 1985. Мајкл је добио прву од своје три награде Ivor Novello Awards за кантаутора године од Британске академије текстописаца, композитора и аутора.
Мајкл је наступио на оригиналном Бенд Ејд снимку из 1984. године „"Do They Know It's Christmas?“—појављује се као трећи у песми након што Пол Јанг и Бој Џорџ певају свој део песме. Песма је постала број један за Божић у Великој Британији, а Мајкл је такође донирао приход од песама  "Last Christmas" и"Everything She Wants" у добротворне сврхе. Мајкл је певао „Don't Let the Sun Go Down on Me” са Елтоном Џоном на Лајв ејду на стадиону Вембли у Лондону 13. јула 1985. године. Такође је допринео позадинским вокалом за хит Дејвида Кесидија из 1985. године - "The Last Kiss", као и за успешне песме Елтона Џона из 1985. године "Nikita" and "Wrap Her Up". Мајкл је навео Касидија као велики утицај на његову каријеру.
Турнеја Wham!-а по Кини у априлу 1985. године је била заправо прва посета Кини једног западног бенда популарне музике, изазвала је медијску покривеност широм света, углавном усредсређену на Мајкла. Наслов у Chicago Tribune-у је гласио: „Исток се сусреће са Wham! и још један велики зид се руши“. Пре појављивања Wham!-а у Кини, многе врсте музике у земљи су биле забрањене. Менаџер бенда, Симон Напијер-Бел, провео је 18 месеци покушавајући да убеди кинеске званичнике да пусте дуо да свира. У публици су били чланови кинеске владе, а кинески телевизијски водитељ Кан Лијун, који је био домаћин на сцени, говорио је о историјском наступу Wham!: „Тако нешто нико до сада није видео. Сви млади људи су били зачуђени и сви су тапкали ногама. Наравно да полиција није била срећна и плашила се да ће бити нереда.“
Бенд је изводио своје хитове уз оскудно одевене плесачице и блистава диско светла. Према њиховом менаџеру, Мајкл је покушао да натера публику да пљешће уз "Club Tropicana", али „нису имали појма – мислили су да жели аплауз и љубазно су га дали“, пре него што је додао да су неки Кинези на крају тапшали у ритму. Званичник амбасаде Велике Британије у Кини је изјавио да је "било живог плеса, али то је било скоро у потпуности ограничено на млађу западњачку публику." Турнеју је документовао филмски режисер Линдзи Андерсон и продуцент Мартин Луис у свом филму Wham! у Кини: Страно небо.
Са успехом Мајклових соло синглова, "Careless Whisper" (1984) и "A Different Corner", појавиле су се гласине о скором распаду групе које су се временом интензивирале. Дуо се званично раздвојио 1986. године, након што је објавио опроштајни сингл, ""The Edge of Heaven" и опроштајну компилацију, "The Final" плус распродат концерт на стадиону Вембли који је укључивао светску премијеру кинеског филма.

### Соло каријера

#### 1987–1989
Почетком 1987. године, на почетку своје соло каријере, Мајкл је објавио "I Knew You Were Waiting (For Me)", дует са Аретом Френклин. То је био једнократни пројекат који је помогао Мајклу да оствари амбицију певањем са једним од својих омиљених уметника. Након објављивања, освојио је прво место и на листама у Британији и на америчкој Билборд хот 100. За Мајкла је то постао трећи узастопни соло број један у Великој Британији од три издања, после "Careless Whisper" из 1984. (иако је сингл заправо био са албума групе Wham!). Сингл је такође био први који је Мајкл снимио као соло извођач који није сам написао. Косценариста, Симон Клими. Мајкл и Арета Френклин су освојили Греми награду 1988. за најбољу Р&Б изведбу – дуо или група са вокалом за песму.
Крајем 1987. Мајкл је објавио свој деби соло албум Faith. Први сингл објављен са албума био је "I Want Your Sex", средином 1987. Песму су забраниле многе радио станице у Великој Британији и САД, због сексуално сугестивног текста. МТВ је емитовао видео само у касним ноћним сатима. Мајкл је тврдио да је тај чин био леп ако је секс био моногаман, и снимио је кратак пролог за видео у којем је рекао: „Ова песма није о повременом сексу.“ Једна од раскошнијих сцена укључивала је Мајкл како је писао речи. „истражуј моногамију“ на леђима своје партнерке у кармину. Неке радио станице су пуштале ублажену верзију песме „"I Want Your Love“, са речју „љубав“ која је заменила реч „секс“.
Када је "I Want Your Sex" доспео на америчке топ-листе, Топ 40 водитељ Кејси Касем је одбио да каже наслов песме, називајући је само „новим синглом Џорџа Мајкла“. Понекад се наводи као песма која је била саундтрак филма Полицајац са Беверли Хилса 2 без навођења имена песме. Упркос проблемима са цензуром и радио представама, песма је достигла 2. место на америчкој листи Билборд хот 100 и 3. место у Великој Британији. Други сингл, "Faith", објављен је у октобру 1987. године, неколико недеља пре албума. "Faith" је постала једна од његових најпопуларнијих песама. Песма је била број 1 на Билборд хот 100 четири узастопне недеље, поставши најпродаванији сингл 1988. у САД. Такође је достигао број 1 у Аустралији и број 2 на УК топ листама. Спот је пружио неке класичне слике музичке индустрије 1980-их — Мајкл у кожној јакни, каубојским чизмама и Леви'с фармеркама, како свира гитару у близини џубокса класичног дизајна.
Дана 30. октобра, албум је објављен у Великој Британији и на неколико тржишта широм света. Песма је била на врху листе у УК, а у САД је албум имао 51 неузастопну недељу у првих 10 Билборд 200, укључујући 12 недеља на првом месту. "Faith" је добио сертификат РИАА за продају од 10 милиона копија у САД. До данас, глобална продаја албума износи више од 25 милиона јединица. Албум је био високо цењен од стране музичких критичара, а новинар Стив Хјуи описао га је као „сјајно направљено мејнстрим поп/рок ремек дело“ и „један од најбољих поп албума 80-их“. У рецензији часописа Rolling Stone, новинар Марк Колман похвалио је већину песама на албуму, за које је рекао да „показује Мајклово интуитивно разумевање поп музике и његову све интелигентнију употребу своје моћи да комуницира са све већом публиком.“
Године 1988, Мајкл је кренуо на светску турнеју. У Лос Анђелесу, Мајклу се на сцени придружила Арета Френклин за нумеру „I Knew You Were Waiting (For Me)”. Био је то други догађај са највећом зарадом 1988. године, тачније од 17,7 милиона долара. На додели Брит награда 1988. одржаној у Ројал Алберт Холу 8. фебруара, Мајкл је добио прву од своје две награде за најбољег британског мушког соло извођача. Касније тог месеца, албум "Faith" је освојио награду Греми за албум године на 31. додели Греми награда. На додели МТВ видео музичких награда 1989. 6. септембра у Лос Анђелесу, Мајкл је добио награду Video Vanguard Award. Према Мајклу у свом филму, Другачија прича, успех га није учинио срећним и почео је да мисли да нешто није у реду у томе што је идол за милионе тинејџерки. Цео процес око албума "Faith" (промоција, видео снимци, турнеја, награде) га је оставио исцрпљеног, усамљеног и фрустрираног, и далеко од његових пријатеља и породице. Године 1990. рекао је својој дискографској кући Сони да за свој други албум не жели да ради промоције попут оне за албум "Faith".

#### 1990
Listen Without Prejudice Vol. 1 албум је изашао септембра 1990. године. Наслов је показатељ његове жеље да буде озбиљније схваћен као текстописац (у преводу: Слушај без предрасуда). Албум је објављен у Европи 3. септембра 1990. а недељу дана касније у САД. Провео је укупно 88 недеља на листи најбољих албума у Уједињеном Краљевству. Албум је произвео пет британских синглова, од којих су сви објављени у периоду од осам месеци:  "Praying for Time", "Waiting for That Day", "Freedom! '90", "Heal the Pain" и "Cowboys and Angels".
Први сингл албума "Praying for Time", са текстовима који се тичу друштвених болести и неправде, објављен је у августу 1990. Џејмс Хантер из часописа  Rolling Stone описао је песму као "избезумљен поглед на запањујуће ране света. Мајкл нуди исцељујући одломак времена као једини мелем за физичку и емоционалну глад, сиромаштво, лицемерје и мржњу.“ Песма је била моментални успех, достигавши 1. место на америчкој Билборд Хот 100 и 6. место у Великој Британији. Убрзо након тога је објављен видео који се састоји од стихова на тамној позадини. Мајкл се није појавио у овом видео снимку нити у било ком наредним видео снимцима за албум. Други сингл из овог албума  "Waiting for That Day", био је акустично тежак сингл, објављен као непосредан наставак песме "Praying for Time".
"Freedom! '90" је био други од само два сингла који је подржан музичким спотом. Песма алудира на његову борбу са својим уметничким идентитетом и његове напоре убрзо након тога да раскине уговор о снимању са Sony Music. Као да би доказао сентимент песме, Мајкл је одбио да се појави у споту (режира Дејвид Финчер), и уместо тога је ангажовао супермоделе Наоми Кембел, Линду Еванџелиста, Кристи Тарлингтон, Татјану Патиц и Синди Крафорд да се појаве и синхронизују усне уместо њега. Такође је садржао текстове који критикују његов статус секс симбола. Достигао је број 8 успеха на Билборд Хот 100 у САД, и број 28 у Великој Британији.
Касније 1991. Мајкл је кренуо на турнеју од Cover to Cover у Јапану, Енглеској, САД и Бразил. Турнеја није била права промоција за албум Listen Without Prejudice Vol. 1. Уместо тога Мајкл како пева своје омиљене обраде песме. Међу његовим омиљеним је била „Don't Let the Sun Go Down on Me”, песма Елтона Џона из 1974. године; Мајкл и Џон су заједно извели песму на концерту Ливе Аид 1985. и поново на Мајкловом концерту у лондонској Вембли арени 25. марта 1991. где је дует снимљен. „Don't Let the Sun Go Down on Me” је објављен као сингл крајем 1991. и достигао број 1 и у УК и у САД. Године 1991. Мајкл је објавио аутобиографију Bare, коју је написао заједно са Тонијем Парсонсом.
Очекивани наредни албум Listen Without Prejudice Vol. 2, укинут је због Мајклове тужбе са Сонијем. Уместо тога, Мајкл је донирао три песме добротворном пројекту Red Hot + Dance, за организацију која је прикупила новац за подизање свести о СИДИ.

## Wham! албуми
- Fantastic (1983)
- Make It Big (1984)
- Music from the Edge of Heaven (1986)
- The Final (1986)
- The Best of Wham!: If You Were There... (1997)

## Соло албуми
- Faith (1987)
- Listen Without Prejudice Vol. 1 (1990)
- Five Live EP (1993)
- Older (1996)
- Ladies & Gentlemen: The Best of George Michael (1998)
- Songs from the Last Century (1999)
- Patience (2004)
- Twenty Five (2006)
- Symphonica (2014)

## Видео албуми
- Faith (1988)
- George Michael (1990)
- Ladies & Gentleman: The Best of George Michael (1999)
- Twenty Five (2006)
- George Michael Live in London (2009)

## Турнеје
- Faith World Tour (1988–1989)
- Cover to Cover (1991)
- 25 Live (2006–2008)
- George Michael Live in Australia (2010)
- Symphonica Tour (2011–2012)